# Barbara Comstock
Barbara Comstock, née Barbara Jean Burns le 30 juin 1959 à Springfield (Massachusetts), est une femme politique américaine, représentante républicaine de Virginie à la Chambre des représentants des États-Unis de 2015 à 2019.

## Biographie

### Études et débuts en politique
Après des études de droit à Georgetown, dont elle est diplômée en 1986, Barbara Comstock devient avocate. Pendant ses études, elle travaille pour le démocrate Edward Moore Kennedy au Sénat. Elle devient par la suite républicaine et rejoint l'équipe du représentant républicain Frank Wolf au début des années 1990.
De 1995 à 1999, elle travaille pour une commission de la Chambre des représentants des États-Unis. De 2002 à 2003, elle est porte-parole du département de la Justice.
Elle siège de 2009 à 2014 au sein de la Chambre des délégués de Virginie.

### Représentante des États-Unis
En 2014, elle se présente à la Chambre des représentants pour succéder à Frank Wolf dans le 10e district de Virginie. Le district, qui s'étend de McLean à Winchester, est une cible des démocrates — n'ayant donné qu'un point d'avance à Mitt Romney en 2012. Comstock remporte la primaire républicaine avec 54 % des voix, 26 points devant son plus proche adversaire. Elle est élue représentante avec 56,5 % des voix face au démocrate John Foust (40,4 %).
Deux ans plus tard, elle est considérée comme l'un des représentants les plus en danger du pays. Elle affronte la démocrate LuAnn Bennett, qui tente de la lier à Donald Trump dans ce district riche et bien éduqué. En octobre, après des propos compromettants de l'homme d'affaires républicain, elle annonce qu'elle ne votera pas pour Trump à l'élection présidentielle et que le parti devrait changer de candidat. Le 8 novembre 2016, elle est réélue avec environ 53 % des suffrages.
Les élections de 2018 s'annoncent à nouveau difficiles pour Comstock. Handicapée par l'impopularité de Donald Trump dans sa circonscription, elle est devancée dans tous les sondages réalisés avant les élections. Elle est facilement battue par la démocrate Jennifer Wexton, qui la devance de 12 points.